# 1979年鐵路
此條目列出1979年發生有關鐵路運輸的事件。

## 事件

### 2月
- 2月1日：京釜線加設栗田站。
- 2月8日：臺鐵北迴線和平車站、崇德車站、花蓮新站啟用。

### 3月
- 3月：里約熱內盧地鐵開始營運。
- 3月9日：北總線通車。

### 4月
- 4月4日：廣九直通車恢復營運[1]。

### 5月
- 5月1日：倫敦地鐵銀禧線通車，貝克盧線的史丹摩支線交由銀禧線營運。

### 6月
- 6月30日：亞特蘭大地鐵開始營運。

### 7月
- 7月1日：臺鐵縱貫線全線完成電氣化。
- 7月20日：莫斯科地鐵高爾基－河畔線加設特維爾站。
- 7月29日：名古屋市營地下鐵鶴見線開始與名古屋鐵道豐田新線直通運行。

### 9月
- 9月21日：營團地下鐵半藏門線由青山一丁目站延長至永田町站。
- 9月22日：第比利斯地鐵薩布塔洛線通車，來往2號車站廣場站（英语：Station Square 2 (Tbilisi Metro)）至德里西站（英语：Delisi (Tbilisi Metro)）。
- 9月26日：法蘭西島大區快鐵RER C通車。
- 9月29日：列寧格勒地鐵莫斯科－彼得格勒線由瓦西里島站延長至海濱站。

### 10月
- 10月1日：香港地鐵修正早期系統第一階段通車，來往觀塘站至石硤尾站（現為觀塘綫一部分）[2][3][4]。
- 10月1日：營團地下鐵東西線加設西葛西站。

### 11月
- 11月1日：秩父鐵道三尻線開通營運，用以連接武川站、三尻站至熊谷貨物總站（日语：熊谷貨物ターミナル駅）。
- 11月16日：布加勒斯特地鐵1號線通車，來往彼得拉克·波耶納魯站（英语：Petrache Poenaru metro station）至新時代站（英语：Timpuri Noi metro station）。

### 12月
- 12月5日：基輔地鐵斯維亞托申-布羅瓦雷線由共青團站延長至少先隊站。
- 12月16日：香港地鐵修正早期系統由石硤尾站延長至尖沙咀站[5]，油麻地站和旺角站分別在22日和31日啟用[6][7]。
- 12月20日：營團地下鐵（現為東京地下鐵）千代田線綾瀨站往北綾瀨站的支線通車。
- 12月30日：莫斯科地鐵加里宁-松采沃线通車。